# Murphy Jensen
Murphy Jensen, né le 30 octobre 1968 à Ludington au Michigan, est un ancien joueur de tennis américain.
Il est le frère cadet de Luke Jensen et est marié avec l'actrice américaine Robin Givens.

## Carrière
Murphy Jensen a joué deux ans pour l'Université de Californie du Sud puis un an en Géorgie.
Spécialiste du double, il a réalisé l'intégralité de sa carrière avec son frère ainé Luke à partir de la saison 1993. Il remporte le premier titre de sa carrière à Roland-Garros alors qu'il n'est classé que 69e. Il gagnera trois autres tournois jusqu'en 1997 pour un total de 11 finales jouées. Il a formé avec son frère un duo atypique reconnaissable avec ses cheveux longs, son bandana et ses lunettes de soleil.
Ayant des difficultés à gérer sa soudaine notoriété, sa carrière sera marquée par des problèmes addictions à l'alcool et aux drogues. En 1999, il s'enferma pendant plusieurs semaines dans un hôtel de Los Angeles avant qu'il accepte de suivre un traitement.
Il a participé au tournage du film La Plus Belle Victoire en 2003. Il tient le rôle de l'ancienne gloire Ivan Dragomir, adversaire de Peter Colt (Paul Bettany) au second tour du tournoi de Wimbledon.
Devenu entraîneur des Washington Kastles, franchise de World Team Tennis, il fonde en 2016, WEConnect, une société spécialisée dans le traitement des personnes en convalescence liée à une dépendance à l'alcool.

## Palmarès

### Titres en double messieurs
| No | Date       | Nom et lieu du tournoi                     | Catégorie           | Dotation  | Surface      | Partenaire  | Finalistes                         | Score          |          |
| -- | ---------- | ------------------------------------------ | ------------------- | --------- | ------------ | ----------- | ---------------------------------- | -------------- | -------- |
| 1  | 24-05-1993 | Roland-Garros Paris                        | G. Chelem           | NC $      | Terre (ext.) | Luke Jensen | Marc-Kevin Goellner David Prinosil | 6-4, 64-7, 6-4 | Parcours |
| 2  | 19-06-1995 | Tournoi de tennis de Nottingham Nottingham | World Series        | 303 000 $ | Gazon (ext.) | Luke Jensen | Patrick Galbraith Danie Visser     | 6-3, 5-7, 6-4  |          |
| 3  | 19-08-1996 | Waldbaum’s Hamlet Cup Long Island          | World Series        | 225 000 $ | Dur (ext.)   | Luke Jensen | Hendrik Dreekmann Aleksandr Volkov | 6-3, 7-6       |          |
| 4  | 14-07-1997 | Legg Mason Tennis Classic Washington       | Championship Series | 550 000 $ | Dur (ext.)   | Luke Jensen | Neville Godwin Fernon Wibier       | 6-4, 6-4       |          |

### Finales en double messieurs
| No | Date       | Nom et lieu du tournoi                               | Catégorie           | Dotation  | Surface         | Vainqueurs                      | Partenaire  | Score         |          |
| -- | ---------- | ---------------------------------------------------- | ------------------- | --------- | --------------- | ------------------------------- | ----------- | ------------- | -------- |
| 1  | 11-01-1993 | Peters New South Wales Open Sydney                   | World Series        | 275 000 $ | Dur (ext.)      | Jason Stoltenberg Sandon Stolle | Luke Jensen | 6-3, 6-4      | Parcours |
| 2  | 17-05-1993 | Tournoi de tennis de Bologne Bologne                 | World Series        | 275 000 $ | Terre (ext.)    | Danie Visser Laurie Warder      | Luke Jensen | 4-6, 6-4, 6-4 |          |
| 3  | 11-10-1993 | Seiko Super Tennis Tokyo                             | Championship Series | 875 000 $ | Moquette (int.) | Grant Connell Patrick Galbraith | Luke Jensen | 6-3, 6-4      |          |
| 4  | 21-02-1994 | Abierto Mexicano Telcel Mexico                       | World Series        | 300 000 $ | Terre (ext.)    | Francisco Montana Bryan Shelton | Luke Jensen | 6-3, 6-4      |          |
| 5  | 12-09-1994 | Tournoi de tennis de Bogota Bogota                   | World Series        | 288 750 $ | Terre (ext.)    | Mark Knowles Daniel Nestor      | Luke Jensen | 6-4, 7-6      |          |
| 6  | 05-05-1997 | America's Red Clay Tennis Championship Coral Springs | World Series        | 245 000 $ | Terre (ext.)    | Dave Randall Greg Van Emburgh   | Luke Jensen | 6-7, 6-2, 7-6 |          |
| 7  | 19-05-1997 | International Raiffeisen Grand Prix Sankt Pölten     | World Series        | 400 000 $ | Terre (ext.)    | Kelly Jones Scott Melville      | Luke Jensen | 6-2, 7-6      |          |

## Parcours dans les tournois duGrand Chelem

### En simple
N'a jamais participé à un tableau final.

### En double
| Année | Open d'Australie          | Open d'Australie       | Internationaux de France  | Internationaux de France   | Wimbledon                 | Wimbledon                  | US Open                   | US Open                  |
| ----- | ------------------------- | ---------------------- | ------------------------- | -------------------------- | ------------------------- | -------------------------- | ------------------------- | ------------------------ |
| 1993  | 2e tour (1/16) L. Jensen  | K. Kinnear S. Salumaa  | Victoire L. Jensen        | M.-K. Goellner D. Prinosil | 2e tour (1/16) L. Jensen  | P. Hand C. Wilkinson       | 2e tour (1/16) L. Jensen  | D. Flach D. Witt         |
| 1994  | 2e tour (1/16) L. Jensen  | J. Apell J. Björkman   | 1/8 de finale L. Jensen   | T. Woodbridge M. Woodforde | 1er tour (1/32) L. Jensen | P. Annacone D. Flach       | 1/8 de finale L. Jensen   | P. McEnroe J. Palmer     |
| 1995  | 2e tour (1/16) L. Jensen  | S. Draper P. Tramacchi | 1/4 de finale L. Jensen   | T. Ho B. Steven            | 1er tour (1/32) L. Jensen | S. Noteboom F. Wibier      | 1/8 de finale L. Jensen   | B. Black J. Stark        |
| 1996  | 1er tour (1/32) L. Jensen | R. Gilbert G. Raoux    | 1er tour (1/32) L. Jensen | J. Arrese S. Pescosolido   | 1er tour (1/32) L. Jensen | J. Björkman N. Kulti       | 1er tour (1/32) L. Jensen | J. Eltingh P. Haarhuis   |
| 1997  | 1er tour (1/32) L. Jensen | B. Black G. Connell    | 1/8 de finale L. Jensen   | K. Braasch J. Knippschild  | 1er tour (1/32) L. Jensen | M. Philippoussis P. Rafter | 1er tour (1/32) L. Jensen | P. Nyborg S. Sargsian    |
| 1998  | —                         | —                      | 1er tour (1/32) L. Jensen | P. Kilderry K. Kinnear     | 1er tour (1/32) L. Jensen | D. Flach G. Van Emburgh    | 1/8 de finale L. Jensen   | M. Damm J. Grabb         |
| 1999  | —                         | —                      | —                         | —                          | —                         | —                          | 1er tour (1/32) L. Jensen | A. Olhovskiy D. Prinosil |
| 2000  | 1er tour (1/32) L. Jensen | D. Hrbatý E. Taino     | —                         | —                          | —                         | —                          | —                         | —                        |

N.B. : le nom du ou de la partenaire se trouve sous le résultat ; le nom des ultimes adversaires se trouve à droite.

### En double mixte
| Année | Open d'Australie           | Open d'Australie          | Internationaux de France | Internationaux de France | Wimbledon | Wimbledon | US Open | US Open |
| ----- | -------------------------- | ------------------------- | ------------------------ | ------------------------ | --------- | --------- | ------- | ------- |
| 1996  | 1er tour (1/16) B. Schultz | L. Savchenko M. Woodforde |                          |                          |           |           |         |         |

N.B. : le nom de la partenaire se trouve sous le résultat ; le nom des ultimes adversaires se trouve à droite.